# Ernst Flemming (Bergbeamter)
Ernst Flemming (* 26. August 1870 in Köln; † 25. Januar 1955 in Recklinghausen) war ein deutscher Bergbeamter.

## Leben
Flemming war ein Sohn des Fabrikbesitzers Hugo Flemming in Köln-Kalk und der Anna, geb. Nicolai aus Calbe (Saale), die aus einer Tuchfabrikantenfamilie stammte. Er besuchte die Volksschule und das Friedrich-Wilhelm-Gymnasium in Köln, wo er Ostern 1889 das Abitur bestand. Danach arbeitete er ein Jahr praktisch im Ruhrkohlenbergbau. Flemming studierte das Bergfach in Jena, Heidelberg und Berlin. In Jena wurde er Mitglied des Corps Thuringia, in Heidelberg des Corps Rhenania. 1895 wurde er Bergreferendar, 1899 Bergassessor. Nach Studienreisen durch England und die Vereinigten Staaten trat er 1900 als Hilfsarbeiter im Bergrevierdienst in Herne und Dortmund ein, ab 1902 war er im Saarbrücker Bergbau auf dem staatlichen Steinkohlenbergwerk Camphausen beschäftigt. 1903 wurde er Berginspektor, 1906 stellvertretendes, 1907 ordentliches Mitglied der Bergwerksdirektion Saarbrücken und Vorstandsmitglied der Sektion I der Knappschafts-Berufsgenossenschaft. Nach der Ernennung zum Bergrat (1911) war Flemming ab 1915 Hilfsarbeiter und Vortragender Rat im Preußischen Ministerium für Handel und Gewerbe. Er wurde 1921 Geheimer Oberbergrat, am 1. Oktober 1928 Oberberghauptmann und Ministerialdirektor. 1933 wurde er pensioniert.
Flemming war Vorsitzender des Aufsichtsrats der Bergwerksgesellschaft Hibernia und der Bergwerks AG Recklinghausen, stellvertretender Vorsitzender des Aufsichtsrats der Preußischen Bergwerks- und Hütten AG (Berlin) und der Mannheimer Lagerhaus-Gesellschaft (Mannheim) sowie Mitglied des Aufsichtsrats der Rhein- und See-Schiffahrts-Gesellschaft (Köln). Er war stellvertretendes Mitglied des Reichsrats.

## Auszeichnungen
- Roter Adlerorden 4. Klasse
- Eisernes Kreuz 2. Klasse am weißschwarzen Bande
- Verdienstkreuz für Kriegshilfe